# Saint-Lambert-la-Potherie
Saint-Lambert-la-Potherie és un municipi francès situat al departament de Maine i Loira i a la regió de País del Loira. L'any 2007 tenia 2.378 habitants.

## Demografia

### Població
El 2007 la població de fet de Saint-Lambert-la-Potherie era de 2.378 persones. Hi havia 832 famílies de les quals 112 eren unipersonals (64 homes vivint sols i 48 dones vivint soles), 284 parelles sense fills, 416 parelles amb fills i 20 famílies monoparentals amb fills.
La població ha evolucionat segons el següent gràfic:
Habitants censats

### Habitatges
El 2007 hi havia 863 habitatges, 843 eren l'habitatge principal de la família, 6 eren segones residències i 14 estaven desocupats. 817 eren cases i 45 eren apartaments. Dels 843 habitatges principals, 681 estaven ocupats pels seus propietaris, 156 estaven llogats i ocupats pels llogaters i 6 estaven cedits a títol gratuït; 19 tenien una cambra, 15 en tenien dues, 42 en tenien tres, 158 en tenien quatre i 609 en tenien cinc o més. 754 habitatges disposaven pel capbaix d'una plaça de pàrquing. A 274 habitatges hi havia un automòbil i a 546 n'hi havia dos o més.

### Piràmide de població
La piràmide de població per edats i sexe el 2009 era:
| Homes | Edats   | Dones |
| ----- | ------- | ----- |
| 0     | 95 o +  | 0     |
| 0     | 90 a 94 | 0     |
| 0     | 85 a 89 | 0     |
| 4     | 80 a 84 | 4     |
| 12    | 75 a 79 | 20    |
| 36    | 70 a 74 | 12    |
| 20    | 65 a 69 | 40    |
| 60    | 60 a 64 | 24    |
| 48    | 55 a 59 | 64    |
| 88    | 50 a 54 | 80    |
| 164   | 45 a 49 | 128   |
| 72    | 40 a 44 | 68    |
| 64    | 35 a 39 | 80    |
| 80    | 30 a 34 | 68    |
| 44    | 25 a 29 | 68    |
| 84    | 20 a 24 | 96    |
| 96    | 15 a 19 | 100   |
| 84    | 10 a 14 | 88    |
| 100   | 5 a 9   | 72    |
| 88    | 0 a 4   | 56    |

## Economia
El 2007 la població en edat de treballar era de 1.623 persones, 1.185 eren actives i 438 eren inactives. De les 1.185 persones actives 1.103 estaven ocupades (582 homes i 521 dones) i 82 estaven aturades (38 homes i 44 dones). De les 438 persones inactives 155 estaven jubilades, 174 estaven estudiant i 109 estaven classificades com a «altres inactius».

### Ingressos
El 2009 a Saint-Lambert-la-Potherie hi havia 845 unitats fiscals que integraven 2.467,5 persones, la mediana anual d'ingressos fiscals per persona era de 20.661 €.

### Activitats econòmiques
Dels 67 establiments que hi havia el 2007, 1 era d'una empresa extractiva, 1 d'una empresa alimentària, 3 d'empreses de fabricació d'altres productes industrials, 13 d'empreses de construcció, 14 d'empreses de comerç i reparació d'automòbils, 2 d'empreses de transport, 3 d'empreses d'hostatgeria i restauració, 2 d'empreses d'informació i comunicació, 4 d'empreses financeres, 5 d'empreses immobiliàries, 4 d'empreses de serveis, 9 d'entitats de l'administració pública i 6 d'empreses classificades com a «altres activitats de serveis».
Dels 20 establiments de servei als particulars que hi havia el 2009, 1 era un taller de reparació d'automòbils i de material agrícola, 2 paletes, 3 guixaires pintors, 1 fusteria, 4 lampisteries, 1 electricista, 2 perruqueries, 2 restaurants, 3 agències immobiliàries i 1 saló de bellesa.
Dels 3 establiments comercials que hi havia el 2009, 1 era una botiga de menys de 120 m², 1 una fleca i 1 una floristeria.
L'any 2000 a Saint-Lambert-la-Potherie hi havia 14 explotacions agrícoles que ocupaven un total de 485 hectàrees.

## Equipaments sanitaris i escolars
L'únic equipament sanitari que hi havia el 2009 era una farmàcia.
El 2009 hi havia 1 escola maternal i 2 escoles elementals.

## Poblacions més properes
El següent diagrama mostra les poblacions més properes.